# Ran Raz
Ran Raz é um cientista da computação israelense, que trabalha principalmente com teoria da complexidade computacional. 
Raz obteve um doutorado em 1992 na Universidade Hebraica de Jerusalém, orientado por Avi Wigderson, com a tese Communication Complexity and Circuit Lower Bounds. É professor do Instituto Weizmann de Ciência. Em 2000/2001, 2002 e 2012 esteve no Instituto de Estudos Avançados de Princeton.
Recebeu o Prêmio Erdős de 2002. Foi palestrante convidado do Congresso Internacional de Matemáticos em Pequim (2002: {\displaystyle P\neq NP}, propositional proof complexity, and resolution lower bounds on the weak pigeonhole principle).

## Publicações selecionadas
- com Shmuel Safra A sub-constant error-probability low-degree test, and a sub-constant error-probability PCP characterization of NP, Proc. STOC (ACM Symp. Theoretical Computer Science) 1997, p. 475–484
- A parallel repetition theorem, SIAM Journal on Computing 27, 1998, 763–803
- Multi-linear formulas for permanent and determinant are of super-polynomial size, Proc. STOC 2004, 633–641
- com Amir Shpilka Deterministic polynomial identity testing in non commutative models, Proc. CCC (Conference on Computational Complexity) 2004, 215–222
- com Dana Moshkovitz Two query PCP with sub-constant error, Proc. FOCS (IEEE Symp. Foundations Computer Science) 2008, 314–323
- com Shira Kritchman The surprise examination paradox and the second incompleteness theorem, Notices AMS, Dezembro 2011, Online